# Profesión
El término profesión (del latín professio, -ōnis) designa el empleo u ocupación que se ejerce a cambio de una retribución y que requiere una formación académica. Igualmente, define el conjunto de profesionales que la ejercen. La actividad profesional requiere conocimiento especializado, formación profesional (capacitación educativa de diferente nivel -básica, media o superior-, según cada caso), control sobre el contenido del trabajo y organización propia mediante colegios profesionales, sindicatos o gremios, además de normas éticas (deontología profesional) y un cierto espíritu de servicio a la comunidad (altruismo). El significado del término toma su uso como sinónimo de los oficios tradicionales, denominación natural hasta mediados del siglo XIX. Se ha generado, asimismo, el término profesional, para definir a la persona que la realiza.